# Schering Rosenhane (1685–1738)
Schering Rosenhane, född 1685 i Stockholm, var en svensk friherre och militär. Han var herre till Torp, Tistad i Bärbo socken, Vändelsö i Österhaninge socken, Grinda i Lilla Malma socken samt Snesta i Spelviks socken och Lövsund i Runtuna socken. Han var generalmajor av kavalleriet.
Han var sonson till riksrådet och överståthållaren i Stockholm Schering Rosenhane och son till Fredrik Rosenhane och dennes hustru, friherrinnan Catharina Juliana Kruse af Kajbala.

## Militär karriär
Schering Rosenhane blev ryttmästare vid Upplands tremänningskavalleriregemente 1709, generaladjutant hos hertigen av Hessen-Kassel 1718 och överstelöjtnant vid livdragonregementet 1719. Påföljande år blev han överstelöjtnant vid Östgöta kavalleriregemente. Den 26 juli 1731 utnämndes han till generalmajor av kavalleriet.
Efter slaget vid Poltava blev han den 1 juli 1709 fången vid Perevolotjna och förd till Moskva, varifrån han hemkom 1714.

## Familj
Schering Rosenhane gifte sig första gången 1715 med sin farbrors svägerska, grevinnan Hedvig Sofia Oxenstierna av Korsholm och Wasa 1686–1735. Han fick i det första giftet tre barn, varav endast sonen Fredrik Bengt uppnådde vuxen ålder.
Han gifte därefter om sig 1737 med friherrinnan Maria Banér 1708–1746, i hennes första gifte.